# Червона Кам'янка
Черво́на Ка́м'янка (в давнину — Краснокам'янка, Красна Кам'янка) — село в Україні, у Попельнастівській сільській громаді Олександрійського району Кіровоградської області. Орган місцевого самоврядування — Червонокам'янської сільської ради.

Площа с. Червона Кам'янка — 820, 76 га.
Чисельність населення станом на 01.01.2019 — 1815 чоловік, в тому числі по населених пунктах: село Червона Кам'янка — 1636 чоловік, село Ялинівка — 179 чоловіки
Село Червона Кам'янка розташоване по обидва боки річки Кам'янка, що протікає балками із Сходу на Захід і впадає в річку Інгулець. Протяжність річки Кам'янка 32 км.  

## Історичні відомості
Перша письмова згадка про село Червона Кам'янка припадає на 1772 рік.
27 липня 1863 року село було затверджено як містечко (2976 жителів). З цього часу стає волосним центром Олександрійського повіту Херсонської губернії.
В 1866 році Червонокам'янська волость була поділена на 47 земельних дач. Належали вони воєнним поселянам. Проживало 7218 чоловік, де на одного чоловіка припадало 2,9 десятин. Казна мала 8 відрубів і церква володіла 49 десятинами. До речі, місце церкви в житті села невід'ємне, бо з самого початку жителі, бувши віруючими, турбувалися про приход. За правилами розселення там, де налічувалося 100 чоловік ставили церкву. Спочатку була споруджена дерев'яна церква Богородиці. Та з укрупненням села дерев'яну розібрали і продали в село Шевське, спорудивши кам'яну з дзвіницями.
В березні 1923 року Червона Кам'янка стає районним центром Кременчуцької округи. 1958 року Червонокам'янський район реорганізували, а с. Червона Кам'янка включили до Олександрійського району.

## Географія

### Розташування
Село розташоване за 25 км на схід від міста Олександрія та за 110 км від міста Кропивницький. Шосейним шляхом зв'язане із залізничною станцією Щаслива та автострадою Київ — Дніпро.

### Природні умови і природні ресурси
У Південній і Середній Україні дорідні землі вкрилися килимом буйних трав, переплетені мереживом лісів, чагарників. І до цього часу по наших степах розкидані могили, що є свідками давньої історії. Вчені прийшли висновку, що вони є пам'ятками періоду бронзи. Місцеві жителі дали влучні назви кожній могилі. До сьогодні збереглися назви Попова, Золотуха, Шаповалова, Скотувата, Розкопана, Громова, Козяча могили.
Околиця села Червона Кам'янка зберегла визначення двох чумацьких шляхів. Один йшов від Кременчука, через Зибке, Пролетарське, оминав східні кордони нашого села і виходив в села Жовте. Перехрестям її була дорога з Чигирина й Кирилова, через Інгулець у районі Піщаного Броду, виходячи в район с. Жовте.
Матеріали геологічних досліджень по долині річки Кам'янка досить яскраво показують, що серед пластів жовто — сірогранітного гнейсу тут часто зустрічаються і прожилки крупнозернистого червоного граніту. Своїм червоним ортоклазом вони і виділяються від жовто сіруватої породи досить вивітреного польового шпату. Причому виходи подібного граніту, як свідчать геологічні карти кінця XIX століття зустрічались з невеликими перервами по всій долині річки, включаючи її верхів'я. додатковим підтвердженням цьому залишається назва урочища Червоний Камінь на правому березі річки Кам'янка, за 2,5 км на захід від села Куколівка, тобто в нижній частині течії.

### Поверхневі води. Ґрунти
За походженням гідроном Кам'янка належить до найдавніших праслов'янських лексем, що свідчить про збереження на території краю позицій давньоруського населення значно південніше звичної межі поширення східних слов'ян за часів існування і розпаду Київської Русі. Так в середині XIX століття Н. Барбот де Марні писав: «Речка Каменка, впадающая слева в Ингулец, впоєне оправдывает своё название, представляя много выходов гранито — гнейса, особенно между Куколовкой и Фёдоровкой».
На карті Боскета 1745 року місцевість по берегах Річки Кам'янка позначена як балка Лозова. Очевидно, вона була достатньо зволожена. Серед широких водних плес тут зустрічаються густі зарослі лоз верб. Не випадково, один з південно-східних кутків села до цього часу зберігає назви Вербова і Друківка.
Якщо познайомитися з навколишнім ландшафтом с. Червона Кам'янка, то воно розмістилося на широких, розлогих балках, порізаних крутими ярами і байраками. Так, за статистичним описом наприкінці XVIII століття, понад річкою Кам'янкою було понад 150 десятин лісу, над яром Лозуватого — 40 десятин, Золотусі — 30 десятин. І до цього часу тут траплялися дикі чагарники, що є відгомоном давнини.

### Флора і фауна
Місцевість краю розташована на межі лісостепу і степу, в часи його залюднення не була обділена чудовими краєвидами. В. Н. Ястребов пише: «Річка Кам'янка за старих часів була досить глибокою, та ще про це свідчить її окремі місця, що залишилися і дотепер і звуться плесами. Місцевість дійсно була гарною, скрізь подол, луки, над річкою був лісочок, лише недавно знищений, а навколо степ широкий, вільний і по степу скрізь могили. Місцевість досить поетична, а скільки вже було всякої дичини й птахів — розповідають, як наблизишся до річки, то перед очима розкидається чудовий краєвид: густа трава по луках вкрита квіточками та де-не-де розкинулися широкі верби, а з річки, порослої очеретом та осокою, зразу здіймалися хмари чайок та інших птахів, які заглушали своїм криком…»
Та основним багатством краю був родючий чорнозем, що приваблював охочих до праці. Степовий чорнозем і спонукав до заняття скотарством (тут по вільному степу ходили косяки коней, цілі отари овець і рогатого скоту, бо пашні було досить), бджільництвом і лише згодом зайнялися розорюванням степу для потреб землеробства.

## Історія
Карта, складена 1745 року інженером-полковником Данилом де Боскетом, фіксує наявність запорозьких зимівників на р. Кам'янка — хутір сотника Анофрієнка.

### Кінець XVIIIст.— початок XIXст.
Червона Кам'янка як офіційна назва села почала вживатися у 20-х роках XX ст. з утвердженням ділової української мови. До цього з початку 70-х років XVIII ст.. село знане як Каменка Красная, Краснокам'янка, Красная Каменка. Так позначалося воно і на картах минулого. Так в Енциклопедичному словнику Брокгауза — Ефрона від 1901 року знаходимо: «Каменка (Красная) — местечко Александрийского уезда, Херсонской губернии, при р. Красной Каменке. Дворы — 702, жители — 3475, школа, три ярмарки, базары, лавки».
Коли Богдан Хмельницький до своїх володінь у Суботові задумав приєднати землі на південь від Чигирина, то її кордон повинен пролягати від пасіки старого Хмеля, через Інгулець і Чорний ліс до гирла річки Бережна, далі до байраків, а з другої сторони — від гирла річки Кам'янки на річку Кам'янка, що впадає в річку Інгулець.
І вже коли Петро І готувався в похід на Південь, дав завдання своїй канцелярії з представників українського козацтва зробити опис місцевості. Коли цей опис був доставлений Мазепою в Петербург зазначено: «На реке Каменка, где также древо из тернов и вода довольная, на которой Каменке будут броды для табора, а будут и трудные места, что надобно будет делать переправы».
Це допомогло Мазепі в 1709 році спішно покинути рідні землі з рештками шведської армії.
В 1821 році село переводять на становище військового поселення. Свою безвихідність червонокам'янці проявляють в стихійних бунтах, що придушувалися владою. 1838 рік — село переплановується — 11 сотень і 110 десятків. Таким воно зберігається до 1845 року. 1857 року військове поселення ліквідоване, а в 1863 воно стає містечком. За даними 1859 року в Червоній Кам'янці було 1477 чоловік, 1499 жінок (всього 2976 жителів, з них 1351 військовий поселенець). Орна земля становила — 8076 десятин, непридатної 168 десятин (загальний наділ був 8246 десятин). 1866 рік — мирові посередники наділяють колишніх військових поселенців 5-6 десятин землі, за яку платили 97,3 копійки за десятину. 1870 рік — казна наділяє землею селян, що прибувають з інших місць. Це дає можливість утворенню нових поселень: Очкалівка, Губарівка, Таранівка, Водяне. До середини XX ст. в селі були амбари, хати та інші будівлі, що нагадували про керасирські часи. Ці будівлі були не лише міцними, а й зручними в користуванні (стіни завтовшки 80-90 см і збудовані з саману глиняного походження).
Станом на 1886 рік у селі, центрі Червонокам'янської волості Олександрійського повіту Херсонської губернії, мешкало 3861 осіб, налічувалось 684 дворових господарства, існувала православна церква, школа, земська станція та 6 лавок, відбувались 3 ярмарки на рік: 1 березня, в День Святого Духа та 8 вересня, базари по неділях.
На початковому етапі розвитку освіта була церковно-приходською, згодом земською, то тепер повністю державною. Велику увагу освіті і професійній підготовці місцеві органи влади почали приділяти вже в середині XIX століття. Так, в 1894 році в Червоній Кам'янці за рахунок Олександрійської земської управи було збудовано дві школи. Завідувачами шкіл були Гаценко С. Ф. та Пузенко В. При школах діяли бібліотеки.
В 1900 році в селі відкривається «Ремесляне училище», що випускало теслів і столярів. Майстер Г. І. Мезенцев та його учні були відомі своїми виробами далеко за межі села.
Село не було кріпосним — воно було вільним, а тому реформа 1861 року докорінної зміни не внесла. В селі зберігся напис на кам'яній брилі про цей стан. До кінця століття в Червоній Кам'янці, з розвитком капіталізму було 75 млинів-вітряків, 4 олійниці, 5 кузень, 4 бакалійні лавки, 2 винні лавки, горілчаний склад, 2 млини з дизельним двигуном. Кустарні промисли були складовою частиною розвитку села і передбачали розвиток його жителів на багатих і бідних. Селяни, як і по всій Росії, шукали кращого життя на Кубані, в Центральній Росії, в Середній Азії та в Сибіру. Революція 1905 року в Росії змінила долю червонокам'янців. Великий вплив на них мали робітники Олександрії, Кременчука, Єлисаветграду, Катеринославу, Херсону. З архівних документів Олександрійського жандармського повітового управління встановлено, що в грудні 1905 року в містечку Червона Кам'янка створено відділення «Сільської спілки». Її організували лікар Віктор Стразове, аптекар Ной Макарик Алкін, акушерка Марія Самойлівна Ейнштейн і крамар Дем'ян Москаленко. Спочатку спілка складалася з 11 чоловік, згодом залучено ще 10. Але їх рішучість була катастрофічною для організації. Коли на одному з засідань члени спілки поставили вимогу старості села виділити з сільських коштів 1400 крб. і попові Дмитру Рябцеву дати гроші з церковного збору на придбання зброї, піп і староста І. Л. Тищенко змовляються і вирішують не на користь спілки. 19 грудня 1925 року піп таємно зникає з села і повідомляє постового пристава 4 столу про події. В село прибуває каральний загін козаків. Розпочинається слідство, яке закінчується для членів спілки засланням. Декому вдається втекти, але більшість членів привселюдно покарані нагаями. Та революційно покарані селяни не заспокоїлися і вилили свою помсту на поміщиках. Економії Трефиліва, Шапошникова, Півняка, Сагайдачного були пограбовані і спалені. І хоча революція зазнала поразки, забравши життя багатьох людей, Столипінська аграрна реформа надала селянам право виселятися на казенні землі і одержувати земельні відруби (хутори) — Тургенівка, Розтиківка, Лозоватка.

### Перша світова та Визвольні змагання
Перша світова війна забрала з села близько тисячі чоловік.
У лютому 1918 року в селі з'являється новий орган влади, головою якого стає Головко Іван Максимович. До загонів Червоної гвардії вступили: Будило С., Горпина В., Петренко С., Гонтаренко Г., Луска Т., Ганжа Семен та інші.
У лютому 1918 року село зайняли австрійсько-німецькі війська. Під час більшовицького наступу південну частину села обстріляв бронепоїзд Максима Залізняка. Відновлюється робота органів радянської влади, яку очолює Тищенко Трохим Тихонович.
Серпень 1919 року — спостерігаються часті напади денікінців. Особливо лютими були формування полковника Хмари, якого більшовицьким загонам вдалося знешкодити за Олександрією, сам командуючий втік. На околиці села Ялинівка встановлено пам'ятник на честь червоноармійців, а новостворений колгосп назвали іменем «23 партизанів».
Листопад 1919 року — частини Червоної Армії остаточно зайняли село, де в 1920 році для бідноти були створенні комнезами. Активними його учасниками були Е. Будило, І. Шаповал, С. Бутченко, К. Пашкова та інші. В цьому ж році в селі створюється комсомольська організація на чолі з Шульгою. 1921 року відновлює роботу сільськогосподарське кредитне товариство та сільськогосподарський банк. Вони надають позики селянам, допомагають в піднесенні сільськогосподарської діяльності.
Роки згуби
Під час організованого радянською владою Голодомору 1932—1933 років померло щонайменше 643 жителі села. За зібраними даними по Червонокам'янській сільській раді померло близько тисячі чоловік (800 чол. У Червоній Кам'янці, а 200 — у Ялинівці). Особливо голод косив дітей. Найстрашнішим було людоїдство, яке не обійшло і наше село.
Органи комітету держбезпеки забрали з села 125? людини, звинувачуючи їх в націоналізмі та буржуазній фальсифікації сучасного устрою. Серед них були Федченко М. М., Антонович В. А., Кащей С. І., Лисий М. С., Перев'язко М. А.(12 педагогів).  Більшість з них не повернулися додому: розстріляні, заборона проживання.
Міжвоєнний період
Масова колективізація в Червоній Кам'янці розпочалася в 1930 році. Добровільно-примусові методи занесли до списків так званих куркулів всіх, хто відмовляється вступати в колгосп. Не одна сім'я була вислана в Архангельську область та в Сибір. Часи страшного суду не лише морально, а й фізично похитнули становище червонокам'янців. І хоча в цьому році на базі Новостародубської МТС створюється така ж станція і в селі, вона не полегшує ні життя, ні праці її членів. Адже працювали «За палички» (трудодні). Селян було обкладено тяжкими податками: за посаджене дерево треба було платити по 50 крб., здати 450 літрів молока з двору, 250 штук яєць, 40 кг м'яса, картоплю, шкуру свині чи бичка (є в господарстві худоба чи ні). Можна було побачити, як вирубувалися сади, пустіли двори, все замовкало. Людей задавили податками.
На початку 1930-х у місцевій церкві служив священик Григорій Родіонович Бублик. Арештований 10 березня 1931 рокуИз истории гонений Истинно-Православной (Катакомбной) Церкви [Архівовано 22 січня 2011 у Wayback Machine.].

### Друга світова війна
З 9 серпня 1941 по 18 листопада 1943 років село знаходилося під німецькою окупацією. Більше 600 чоловік було мобілізовано на фронт до лав Червоної Армії, додому не повернулися більше 300 чоловік. Пам'яттю про роки окупації є експозиція у сільському історико — краєзнавчому музеї, Братська могила, Пам'ятник Невідомому солдату та танк у центрі села.

### Повоєнні роки
Відбудова народного господарства після Другої світової війни відбувалася важко. В зв'язку з тим, що 17 січня 1945 року Червона Кам'янка знову стала районним центром, то вже через рік на нараді передовиків сільського господарства було прозвітовано про повну відбудову колгоспів, радгоспів, МТС. Важливим фактором були соціалістичні змагання. І хоча багато було штучного, нереального, все ж таки за 1946—1950 р.р. було відбудовано чотири старих і поставлено нових тваринницьких ферм.
Механізатори Короткий М. І., Свинаренко С. С., Чемерис Т. Р. Указом Президії Верховної Ради СРСР від 27 квітня 1952 року були нагороджені медалями «За трудову доблесть».
В 1953 році відбувається укрупнення колгоспів. Замість шести «Заповіт Ілліча», «Першого Травня», «Сталіно», «Хрущова», «Червоне Поле», «Шлях» створено багатогалузеві сільськогосподарські артілі. Це допомагало здійснити низку новобудов: ферми, електростанцію, виробничі приміщення.
В 1957 році в селі побудована сучасна ремонтно-технічна станція (РТС), обладнана новим устаткуванням. Наприкінці XX століття Червонокам'янське відділення «Сільгосптехніка» було високомеханізованим підприємством, що надавало колгоспам кваліфіковану допомогу: ремонтує сільськогосподарські машини, механізує тваринницькі ферми. Довгий час його керівником є Василяка В. Н.
В 1958 році колгосп ім. Фрунзе закладає фруктовий сад на площі 37,8 гектар.
В 1959 році збудована нова електропідстанція, що електрифікувала не лише село, а й навіть сусідні села.
1959 рік — в селі відкрита нова школа-інтернат на 500 місць. Вона діяла поряд з середньою. З реорганізацією школи — інтернату в 1981 році і переведенням її в м. Світловодськ в приміщення цієї школи було остаточно переведено середню. В приміщенні колишньої середньої школи розміщено навчально — виробничий комбінат, де діти з Червоної Кам'янки та сусідніх сіл здобувають професії шофера, тракториста, швеї.
У 1960-ті роки в селі діяли 5 бібліотек (зараз залишилося дві з дуже бідним фондом), Будинок дитячої та юнацької творчості (колись Будинок піонерів, в 2003 році закритий через відсутність коштів на його утримання). За часів радянської влади діяло чотири дошкільні заклади, нині лише один.
Невід'ємною частиною села є культурний центр, що розміщується в Будинку культури. Із заснуванням села таким об'єктом була церква Різдва Богородиці. Зараз осередком культури є клуб, який спочатку розміщався в досить примітивному приміщенні. Та коли колгосп Фрунзе в центрі села спорудив новобудову, в ній і розмістилися сільська бібліотека та історико — краєзнавчий музей. Тут же відбуваються найважливіші події села. При Будинку Культури діє естрадний ансамбль «Мрія», драматична група, в свій час була хорова капела.
У селі в 1905 році побудована амбулаторія та лікувальний корпус на 10 ліжок (збудований у 1912 році) не могли задовольнити всіх потреб, тому з 1967 року починає діяти дільнична лікарня з різними спеціалізаціями.
На радянсько-афганську війну було забрано 16 випускників Червонокам'янської середньої школи: М. Романенка, О. Коханського, Л.Минаєва, С.Горобця, В.Недавнього, І.Соболя, Т.Шаповал, С.Рєзника, Г.Фірса, С.Неука, І.Заїкіна, А.Буханця, В.Дмитровського, В.Стародубцева, А.Овечка, М.Якимовича.
Кінець XX — початок XXI століття докорінно змінили життя села. Продовжує діяти колгосп імені Фрунзе, яким керує М. С. Гончаренко.

## Населення
Згідно з переписом УРСР 1989 року чисельність наявного населення села становила 2212 осіб, з яких 996 чоловіків та 1216 жінок.
За переписом населення України 2001 року в селі мешкало 2007 осіб.

### Мова
Розподіл населення за рідною мовою за даними перепису 2001 року:
| Мова       | Відсоток |
| ---------- | -------- |
| українська | 95,95 %  |
| російська  | 2,70 %   |
| молдовська | 0,40 %   |
| вірменська | 0,30 %   |
| білоруська | 0,25 %   |
| угорська   | 0,15 %   |
| болгарська | 0,05 %   |
| німецька   | 0,05 %   |

## Символіка
Герб села Червона Кам'янка затверджений 21 вересня 1990 року рішенням третьої сесії сільської ради. Щит облямований золотом і розтятий червоним і лазуром. У центрі поставлений в стовп — стилізований колос, продовжений пікою з стрічкою. В срібній главі — золотий напис «ЧЕРВОНА КАМ'ЯНКА». Колос символізує основне заняття населення — хліборобство. Історичне минуле села як військового поселення символізується пікою з стрічкою. Автор — В. М. Сердечний.
У випущеному в 2002 році альбомі «Символіка Кировоградщини» зображення герба уніфіковане, доданий картуш, срібна корона, та видалений напис.

## Освіта
О проекте учреждения школы в селе Каменка Красная 6 волости 1 округи Херсонского военного поселения: «В часиности, сохранившаяся статистическая ведомость о числе училищ и учащихся за 1857 год в Александрийском уезде Херсонской губернии, показывает, что в селе Красная Каменка в этот период числилось 2 частных учебных заведения, государственных небыло. Число учащихся – 50 (исключительно мужского пола). Из числа учащихся детей дворян и духовных лиц нет, детей сельских сословий – 37, военных нижних чинов – 13, прочих сословий нет.» (ЦГИАК Украина, ф.1316, оп.1, д.109, л.458)
Известно также, что «Закон Божий» в Краснокаменской школе кантонистов с 1836 года безвозмездно преподавал новоназначенный  священник Рождествабогородичной церкви Парфений Загорский. (Госархив Кировоградской области, ф.334, оп.1, д.5, л.171)
У відомостях статистичного відчиту управління Херсонського поселення говориться про те, що в с. Червона Кам’янка, Попельнасте, Зелене, станом на 25 серпня – 1 грудня 1860  року, а також в серпні 1861 року в зазначених селах учбових закладів не було. Зате в статистичному збірнику за грудень 1861 року в  с. Червона Кам’янка числиться одна школа, в якій було 15 учнів. Це була церковно-приходська школа, що утримувалася за рахунок церкви. 1899 року школа розміщалася в незручній церковній сторожці. В школі навчалося 35 хлопчиків (дівчатка в церковній школі не навчалися). Заняття в школі розпочиналися 16 листопада і закінчувалися 17 березня. Учителем і завідуючим цієї школи був священик Дмитро Рябцев.
Першою школою на селі була державна школа, що називалася міністерською. Міністерська школа, приміщення якої було дерев’яне, розміщувалося в глибині двору сучасного учбового комбінату. У грудні 1894 року в міністерській школі навчалося 113 дітей. Школа мала 324 куб. аршини, тобто на кожного учня припадало повітря 2,8 куб. аршини.
У звіті Олександрійської земської управи говорилося: «У відповідності до кількості жителів для села Червона Кам’янка потрібно мати три таких школи.»
У 1894 році в Червоній Кам’янці за рахунок Олександрійської Земської управи було збудовано дві школи. Це були земські початкові школи. Учні отримували освіту в межах чотирьох класів. Основними предметами були
- російська мова;
- читання;
- уроки чистописання;
- арифметика;
- обов’язковим був Закон Божий (навчав його піп і учні у відповідні дні відвідували церкву, що була через дорогу від школи);
- один раз на тиждень був урок співів;
- були уроки праці.
Основним підручником для читання в 3-4 класах був підручник «Ясное Утро». У ньому були уривки з творів російських письменників О.С.Пушкіна, Л.М.Толстого та багатьох інших, що були доступними учням. Матеріали підручника були наповнені історією російської держави.
Школи, в міру потреби були наповнені наочними посібниками. При кожній школі була своя бібліотека, з якої сам учитель видавав книжки. Школа готувала на той час досить письменних юнаків. До першого класу записували дітей 8 років. Першими завідуючими цих шкіл При середній школі довгий час були заочна та вечірні школи. При школі обладнано токарну і швейну майстерні.

## Видатні люди краю
- Федченко Михайло Павлович — український громадський діяч, депутат Державної думи Російської імперії 1-го скликання від Херсонської губернії.

### Уродженці
В поселенні народився:
Сухина (Сухинов) Іван Іванович — офіцер Олександрійського гусарського полку, декабрист.
Сергій Муравйов-Апостол так говорить про нашого земляка: «Сухинов був людиною, котра подібно більшості лицарів, викуваних із чистої криці, носила у серці одну з найкращих якостей — палку любов до Вітчизни»
Коли в 70-х роках XVIII ст. на територію села прибувають представники військової влади — офіцери Олексій Заварницький та Михайло Сухина, воно стає опорним пунктом (шанцем) для Єлисаветградського пікінерного полку. З ліквідацією Запорожжя місце проживання цих офіцерів стає основою для закладання нових поселень — Михайлівка і Сухинове. І. М. Сухина був колезьким регістратором, столоначальником у земському суді м. Крилова. Переїхавши в Червону Кам'янку, його назначають волосним головою, сільським засідателем. Родина Сухини мала сто дванадцять десятин землі і спадкових людей від тітки Ганни Заварницької. Брат — поміщик, прапорщик Михайло Сухина проживав тут же.
І. С. Сухина мав семеро дітей, що мали добру освіту і займали важливі державні пости. Коли розпочалася Наполеонівська навала син Іван пішов добровольцем до Люблінського піхотного полку. На війні отримав сім поранень. Але повернення в рідний край не заспокоїли молодого Івана. Побачивши Європу, він, як і всі свідомі освічені люди Росії хотів того ж для російських людей. Добившись дворянського титулу він направляється в Чернігівський полк. Там він вступає в Південне товариство східних слов'ян. Разом з товаришами готує повстання в 1825 році в грудні місяці. Це повстання закінчується поразкою, а його учасники отримують каторжні долі. Іван втікає в рідні краї, де зустрічає осуд з боку батька. І лише брат Степан переховавши його на певний час дає сякі-такі гроші і нові документи на ім'я Ємельянова. Але відданість Батьківщині не дають йому змоги перейти молдавський кордон, емігрувати. Там його і заарештовують царські стражі. Потрапляє він в Нерчинські рудники, де не сидить склавши руки. Організовує повстання проти місцевої влади, втечу. Але задум учасників було розкрито, а організаторів покарано. Там і закінчуються дні борця за свободу — Івана Івановича Сухини (Сухинова).
В сільському краєзнавчому музеї є метрове погруддя Сухинова. В центрі села, біля будинку культури був горельєф декабристу — земляку, на який спокусилися металозбирачі. Сьогодні він відновлений гранітною плитою. Центральна вулиця названа його іменем.
Гвоздьов Іван Прохорович
Два роки село Червона Кам'янка було під нацистською окупацією у складі Рейхскомісаріату «Україна».
Вже звільнені були станція Щаслива, з Зибкого на Олександрію погнали нацистів, а Ялинівка все знаходилася в руках ворога. Висота 16,5 між Ялинівкою і Куколівкою не лише контролювалася, її неможливо було взяти. Ворог не здавався. Лінію фронту вирівняти було просто неможливо. І тоді 15 листопада 1943 року від командування фронту поступає вказівка звільнити висоту. Створюється ініціативний загін для розвідки і прокладанню шляху для дивізії.
Серед добровольців були лише комсомольці, яких і очолив комсорг полку, гвардії старший лейтенант Іван Гвоздьов. Вже коли все було готове знадобилися точні дані про розташування. Гвоздьов не хотів піддавати ризику цілий загін, а тому з групою бійців вирушив у розташування ворога. Здавши попередньо всі документи і взявши із собою найнеобхідніше група підійшла до ворога. Але потрапила в засідку. І тоді Іван дав можливість врятуватися друзям, а сам потрапив до рук фашистів. Але їм вдалося виявити фашистів. І коли була взята висота однополчани спробували знайти побратима. Але ніде серед убитих фашистів не було виявлено. І тоді випадково хтось натрапив на понівечене і розтерзане людське тіло. По світлих курях і пряжці на ремені бійці упізнали товариша. На руках не було нігтів, очі випечені, а на грудях вирізана зірка.
В рапортах того часу Гвоздьов Іван Прохорович характеризувався, як сміливий і відважний політпрацівник. Він мав авторитет, як серед бійців, так і серед командирів полку. Розсудливий, врівноважений був зразком для підлеглих. Однополчани з почестями на тій же висоті поховали героя.
Сьогодні на тому місці стоїть пам'ятник героям Великої Вітчизняної війни.
А в 70-х роках XX століття юні слідопити знайшли рідних і близьких Гвоздьова. Його сестра часто приїздила на могилу до брата, завдяки громаді за шану братові. А честь носити звання героя Гвоздьова домагалися не один піонерський загін середньої школи. І до сьогодні випускники школи пам'ятають день посвячення їх у піонери і пов'язування краватки сестрою Героя. Це давало наснагу, як у навчанні, так і у праці на благо держави. Сьогодні у селі Ялинівка збереглася вулиця Гвоздьова. А ті хто проживає на ній добре знають і його ім'я, і про подвиг на благо людства.
- Захарченко Михайло Дмитрович

Яскравою сторінкою села є життя Захарченка Михайла Дмитровича. За хоробрість і відвагу він був удостоєний високого звання — Герой Радянського Союзу. Генерал-майор авіації в перший же день після звільнення села, на своєму бомбардувальнику приземлившись на окраїні села Ялинівка, привітав земляків з великою подією.
Захарченко був учасником боїв за визволення міст Олександрія, Кривий Ріг, Дніпропетровськ, Ленінград, воював за звільнення Білорусі. Кенігсбергу. У віці 73 років помер у м. Київ, де проживав після війни. В дні Перемоги та в інші святкові дні був частим гостем, як в середній школі, так і серед громадськості села.
- Горобець Степан Христофорович — Герой Радянського Союзу. «Танком з легенди» називали танк Горобця військові кореспонденти. В газетах «Правда», «Известия» яскраво описується подвиг екіпажу: «Старший сержант Горобець С. Х., механік -водій Федір Литовченко несподівано увірвалися в м. Калінін, знищуючи на своєму шляху фашистів. Пробуючи зупинити радянський танк, фашисти поставили величезні тягачі. Але ніщо не могло вже їх повернути, вони рвалися вперед і трощили все на своєму шляху. Кінець 1941 року був для екіпажу яскравим і переможним…» Та в лютому 1942 року в боях під Ржевом снаряд обірвав життя Степана Христофоровича. З собою він забрав 300 гітлерівців

- Шелухін Дмитро Якович (1906—1984) — радянський педагог.

- Ларін Михайло Васильович (1949) — український письменник-фантаст та автор детективних творів.

### Історики-краєзнавці
В селі діє музей історії села і школи.
У 20-ті р.р. XX ст. в с. Червона Кам'янка з Нової Праги переїздить родина Лисих (Микола Степанович з дружиною та сином Олександром). Микола Лисий організував дитячий хор, заснував сільську хорову капелу, здійснював допомогу в роботі сільського драматичного театру. Саме він став першим збирати і виставляти на огляд громади у сільській бібліотеці старовину, що походила з цих країв. Низку експонатів було принесено самими селянами. Микола Лисий зробив перші нотатки по історії краю, походження населеного пункту. Він приділяв велику увагу культурним цінностям українців краю. Власним прикладом заохочував до носіння українських строїв. І коли повинна була виступати хорова капела, або шкільний хор, то учасники з ентузіазмом віднаходили в бабусиних і дідусевих скринях вінки, шаровари та вишиті сорочки. Не всі могли мати гарне взуття. Твори Шевченка, Лисенка й босоніж сприймалися як невід'ємне складове у долі червонокам'янців. Саме Микола Степанович помітив специфіку формування поселень:
- водоймище;
- спорудження церкви;
- природно — кліматичні умови;
- рельєф місцевості.

1937 року Миколу Лисого було заарештовано НКВС. Родина змушена була залишити село за досить короткий час, не встигши забрати майно. Очевидці розповідали, що всю ніч скрипіли вози від господи Лисих в усі кінці села, навантажені книгами з власної бібліотеки. Син Олександр потурбувався не лише про реабілітацію Миколи Степановича, а й насипав символічну могилку батька біля материної по її смерті.
Після Другої світової краєзнавчі матеріали по селу почали збирати учителі Гаценко Андрій Сергійович, Будило Михайло Терентійович, Мірошниченко Андрій Степанович, Шаповал Петро Григорович, Застеба Михайло Іванович. Сухий Олександр Іванович та Сердечний Володимир Михайлович художньо оформили панораму села та виставки. Та їх плідна праця не обмежувалася лише місцевим матеріалом. Внесок в написання історії рідного краю також зробив випускник Червонокам'янської середньої школи Пивовар Анатолій Васильович, який довгий час працював в архівах різних міст і категорій.
Значний матеріал Новосербського періоду зберігає сільський краєзнавчий музей.
Гаценко А. С. разом з Пивоваром А. В. описали історію села, використовуючи матеріали архівів, спогади очевидців та власні роздуми. І лише через районну газету змогли проінформувати громадськість про результати власної праці. Окремою книгою дана праця так і не вийшла. Добре, що функціонує сільський музей, де і зберігається чорновий варіант опису історії села Червона Кам'янка під назвою «Там, де річка Кам'янка». Вагомим було описання окремих історичних епізодів з історії села, що друкувалися у районній та обласній пресі.
Будило М. Т. здійснив експозиційний опис історії краю для екскурсій в музеї. Він був ініціатором запрошення археологів у село, коли були знайдені останки льодовикового періоду: кістки мамонта та носорога. Всі напрацювання також залишилися на папері, як чорновик. І хоча більшість епізодів знайденого вчені — археологи забрали до Києва, дещо дісталося сільському історико — краєзнавчому музею. При музеї діє гурток краєзнавців.
Мірошниченко А. С. описав діяльність земляків в період Німецько-радянської війни. Багато часу приділив дослідженню історії декабристського руху, зокрема долі декабриста-земляка Сухини І. І.
Для Шаповал П. Г. краєзнавство було хобі, але спираючись на розповіді очевидців проведено достовірний опис історії краю.
Застеба М. І. за власні кошти видав спогади односельців про цікаві сторінки історії, окремою книгою під назвою «Голгофа». Її поява для сільчан стала подією, адже це відкриті двері в минулі часи, коли возвеличувалася роль партії та вождя, а проста людина залишалася на задньому плані і нікого не цікавило, що на душі, які проблеми. Не можна було сказати щось супроти керівника будь — якого рівня, їх слово було законом. Він зумів відтворити не лише долі, а й показати тісні взаємини поколінь, традиції виховання у нашому населеному пункті.
В 1958 році на Кіровоградщині, в с. Дереївка, що над Дніпром при впадінні Омельника, в родині простих трударів народився син, якому було небайдуже все навколо. Великий вплив на формування світогляду майбутнього краєзнавця справили розкопки знаменитого Дереївського могильника. Та ще й переїзд свого часу великої родини Пивовар в мальовничий край Червоної Кам'янки доповнили цікавість юного дарування. А тісне спілкування з турботливими вчителями історії та зберігачами знайденого в цій місцевості доповнили і закріпили відданість рідному краю, його історичній спадщині. І, хоча, після закінчення строкової служби Анатолій Васильович закінчує економічний факультет Київського державного університету ім.. Т. Г. Шевченка, аспірантуру інституту економіки АН УРСР і стає кандидатом економічних наук, весь свій вільний час проводить в архівах із пошуком хоча б краплини про рідний край, його людей-творців власної історії. Дані передавав однодумцеві і натхненникові в рідне село. І вже згодом була написана праця, про яку сказано вище. Наполегливість Пивовара має свої результати. Так у 2003 році виходить у світ документальна праця «Поселення Задніпрянської місцевості до утворення Нової Сербії: в документах середини XVIII ст.». І вона заслуговує на увагу саме через те, що вже там є достатньо матеріалів, що конкретизують маловідомі дані і про червонокам'янський край, і про всю Кіровоградщину, в минулому «Нову Сербію». Це багатооб'ємний матеріал про склад поселень, реєстри жителів, сотенний та церковний устрій, опис землеволодінь, прав власності на задніпрянські ґрунти. А з утворенням Нової Сербії та Слобідського козацтва спостерігаються напрями переселення жителів, інші сторони життя краю, що підтверджено картографічними матеріалами. Цінність праця має ще й тому, що це йде не відокремлений, відірваний матеріал. Він дає можливість аналізувати співжиття Кіровоградщини з Дніпропетровщиною, Черкащиною, Полтавщиною.
Важливий вклад у дослідження і вивчення історії краю має кропітка праця вчителя біології Стороженко В. І. разом зі своїми вихованцями по дослідженню екологічних стежинок. І хоча є ряд архівних карт краю різного періоду, діти разом з наставником створили детальну карту місцевості з урахуванням екологічних проблем. Всі вони також зберігаються у музеї.
Сьогодні праця попередників не припиняється, а ще й ускладнюється. Важливо не лише зберегти й примножити працю попередніх краєзнавців, її слід донести до молодого покоління, зробити невід'ємною складовою загального історичного процесу. А тому, коли після кропіткої праці з дітьми у місцевому музеї запрошуєш їх на екскурсію до Чигирина, Полтави, Запоріжжя… розумієш відповідальність сприйняття. Тішить, що юні краєзнавці з усією відповідальністю розуміють свою значущість і власну причетність.
1977 — засновано сільський історико-краєзнавчий музей, що розміщається у сільському Будинку Культури. Завдяки проєктній діяльності учнів школи по Суспільній Акції «Громадянин» у 2005 році музей був відремонтований, поновлено експозиції.
1987 — заснування музею школи с. Червона Кам'янка. І сьогодні він є невід'ємною складовою навчально — виховного процесу школи. Уроки історії, народознавства, образотворчого мистецтва, виховні заходи проходять постійно в музеї. Але постійно вони зіставляють все, що є в рідних стінах. А тому кожна подорож закінчується привезенням у рідний музей якогось подарунка. А щедрі краєзнавці, дізнавшись про існування музею в глибинці, діляться експонатами, що у них дублюються.